# Lachemilla aequatoriensis
Lachemilla aequatoriensis är en rosväxtart som först beskrevs av Werner Hugo Paul Rothmaler, och fick sitt nu gällande namn av Werner Hugo Paul Rothmaler. Lachemilla aequatoriensis ingår i släktet Lachemilla och familjen rosväxter. IUCN kategoriserar arten globalt som sårbar. Inga underarter finns listade i Catalogue of Life.